# عصعص
العصعص (باللاتينية: coccyx) عظم ناتج عن اندماج الفقرات السفلية الأربع من العمود الفقري يلي العجز.

## الوظيفة
ينظر عادة إلى العصعص في البشر والرئيسيات كعضو ضامر من الذيل ولكن ثبت أن له عدة وظائف مهمة
فهو يربط عددًا مهماً من العضلات والأربطة والأوتار مما يجعل الأطباء يدققون كثيرًا في حال قرروا استئصاله،  كما أنه بنية داعمة لحمل وزن الجسم عند جلوس الإنسان وبالأخص عند ميله إلى الخلف يتلقى العصعص الجزء الأهم من الوزن  يدعم العصعص من جهته الداخلية اتصال عدد من العضلات المهمة للعديد من الوظائف في أسفل الحوض فعضلات العصعص تؤدي دور مهم في إخراج البراز. كما يدعم تثبيت الشرج في مكانه، أما من جهته الخلفية فيدعم العضلة الألوية الكبرى التي تمد الفخذ إلى الأمام عند المشي.
وتتصل الكثير من الأربطة بالعصعص.

## البنية
وهي تتركب من أربع فقرات الثلاث الأخيرة تماسكت ولم تعد مفصلية، الجزء العلوي من العصعص مرتبط بمفصل غضروفي قليل المرونة مع العجز ترتبط مع العجز عدة عضلات منها العضلة الكبرى، وما يذكر في بعض كتب التشريح بأنه مجموعة فقرات مدمجة في البالغين ليس صحيحًا فقد تصل إلى خمس فقرات منفصلة وعلى الأرجح اثنتين إلى ثلاث.

## صور إضافية

موضع العصعص موضح باللون الأحمر
موضع العصعص موضح باللون الأحمر
موضع العصعص موضح باللون الأحمر
موضع العصعص موضح باللون الأحمر
موضع العصعص موضح باللون الأحمر
موضع العصعص موضح باللون الأحمر
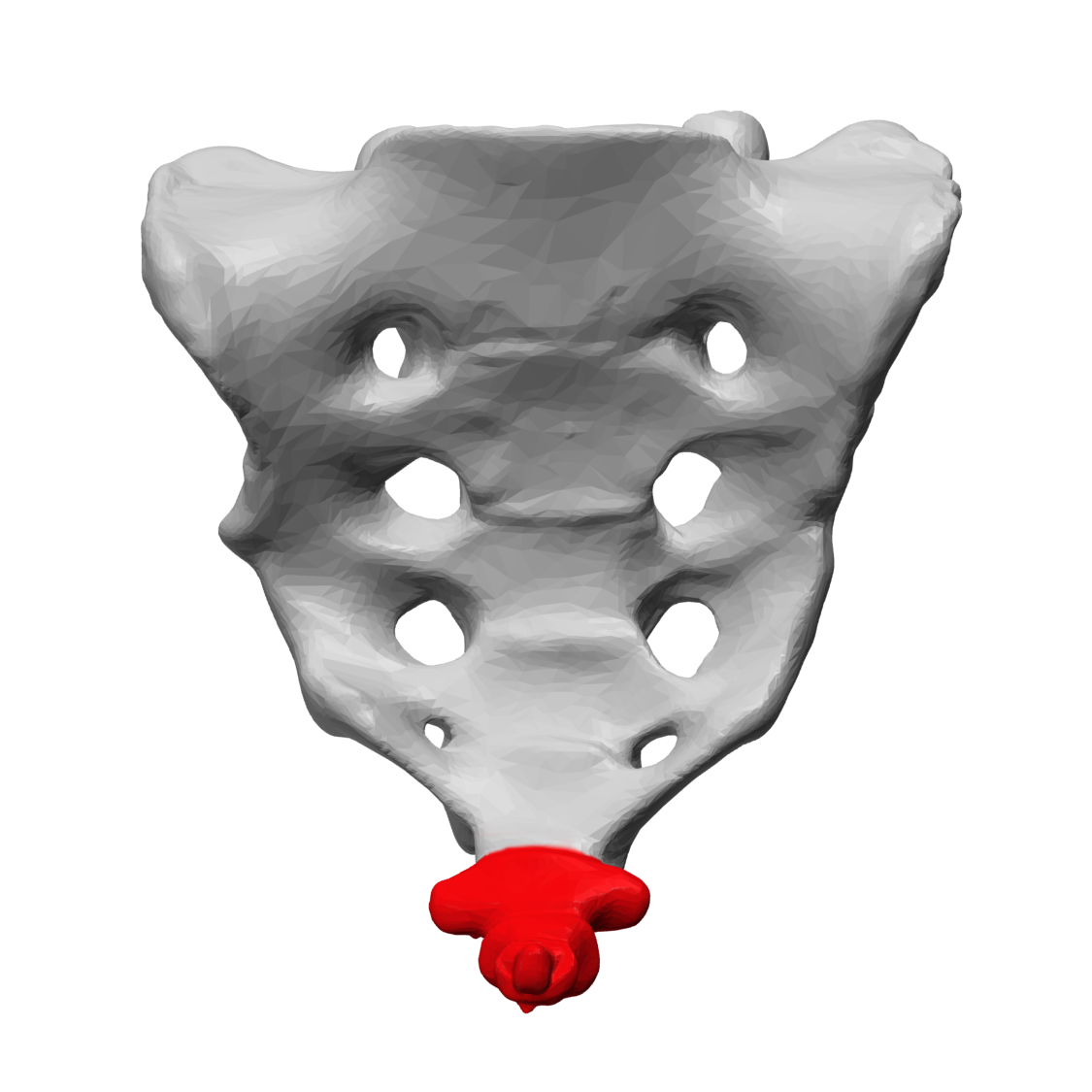
العصعص موضح باللون الأحمر
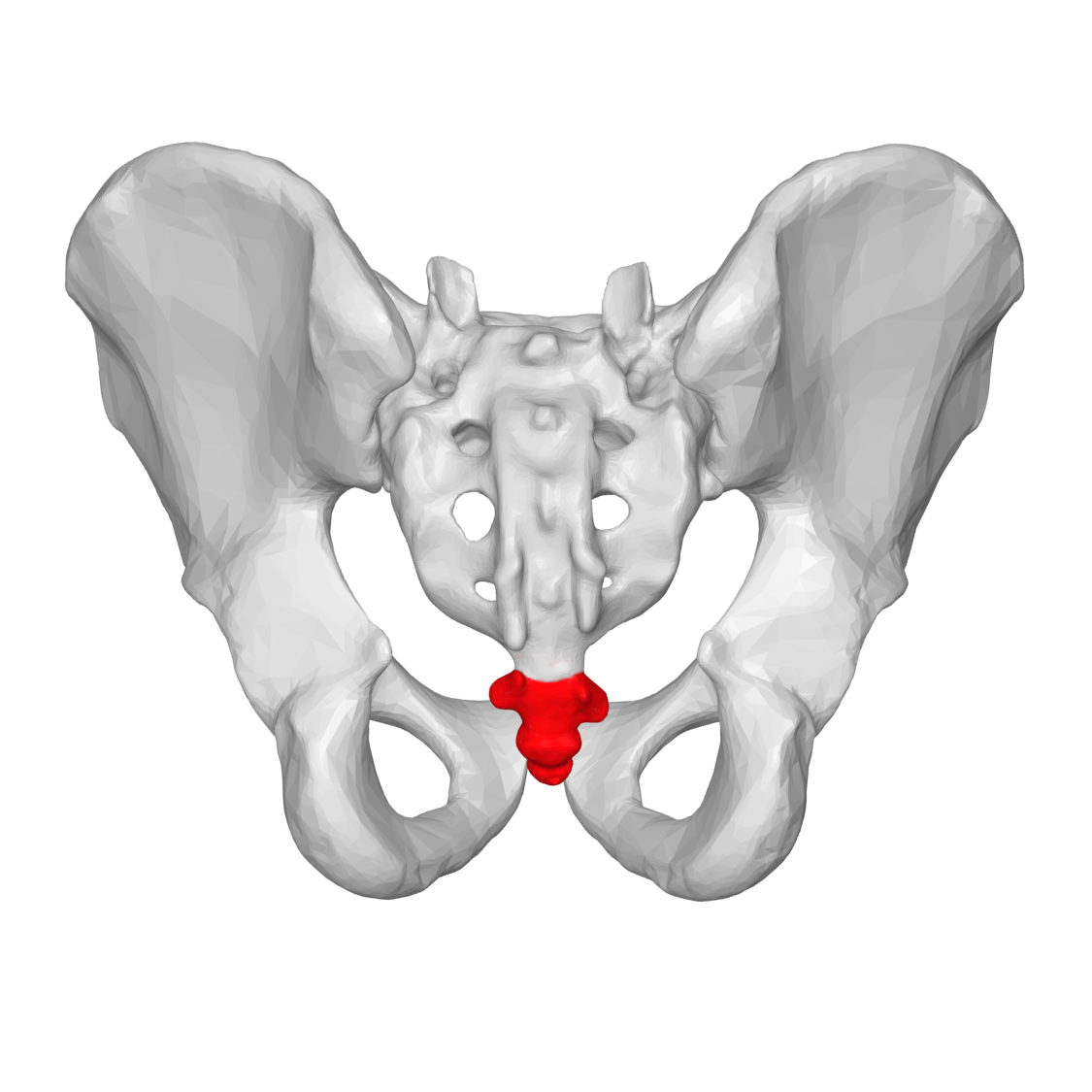
العصعص موضح باللون الأحمر
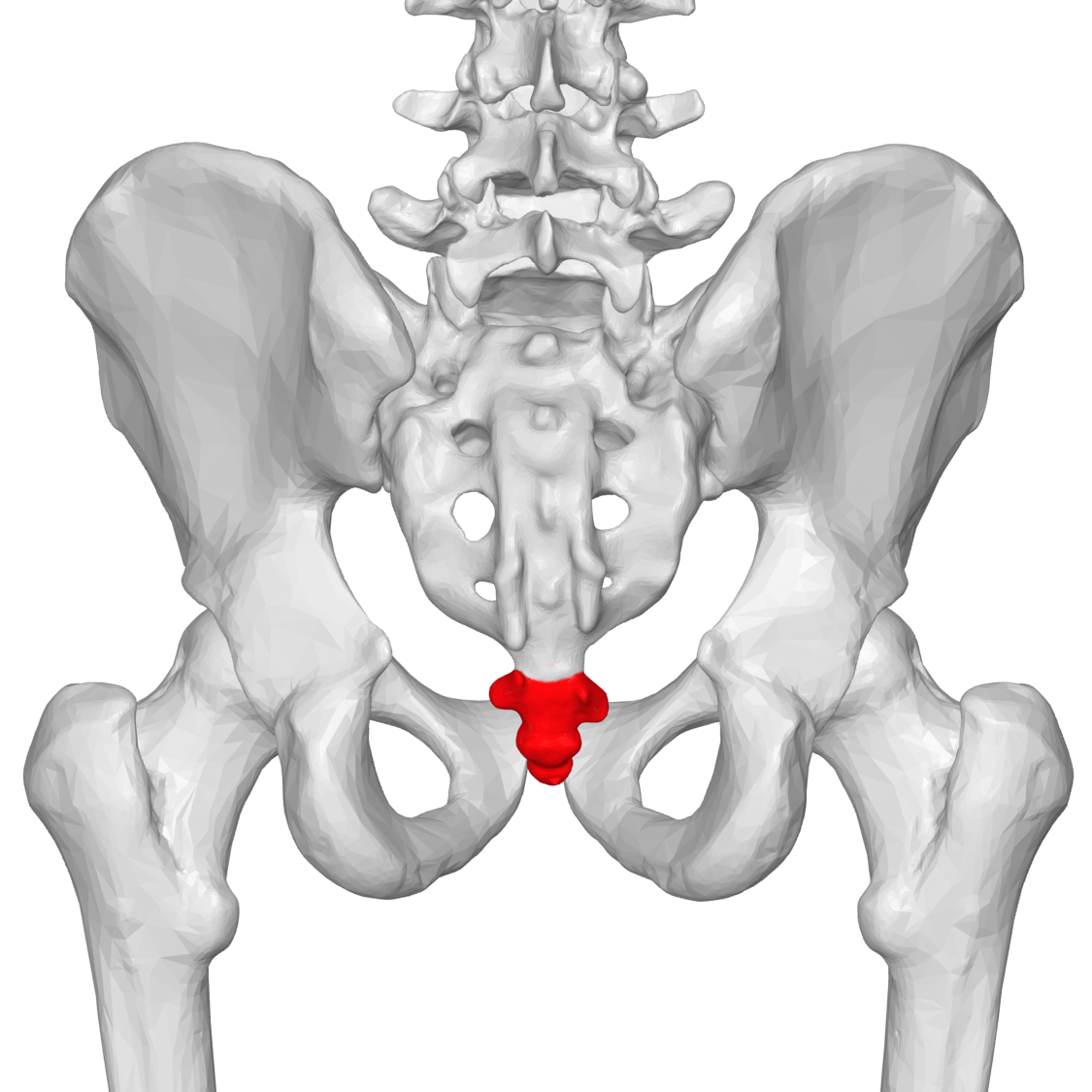
العصعص موضح باللون الأحمر
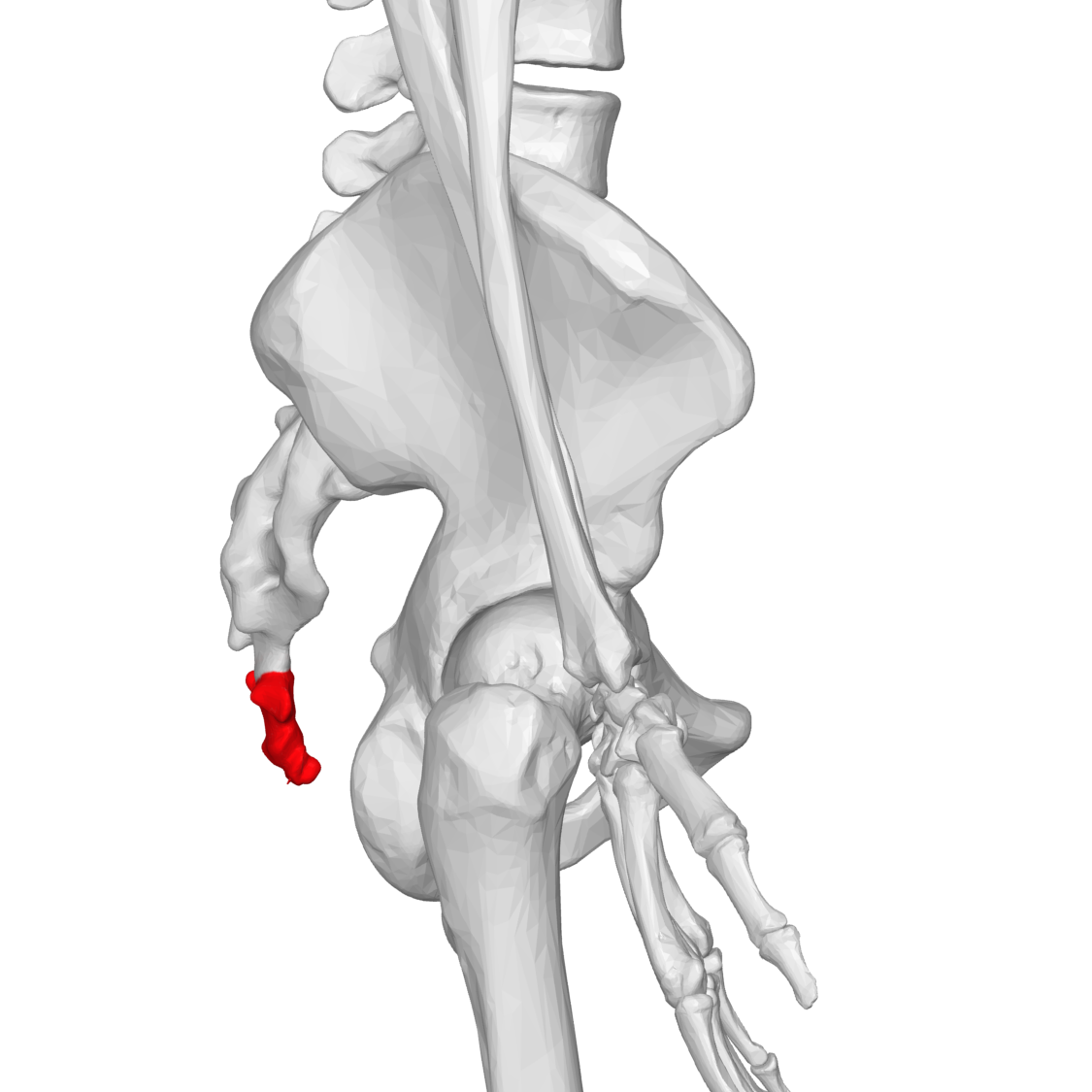
صورة جانبية للعصعص موضح فيها باللون الأحمر
العمود الفقري
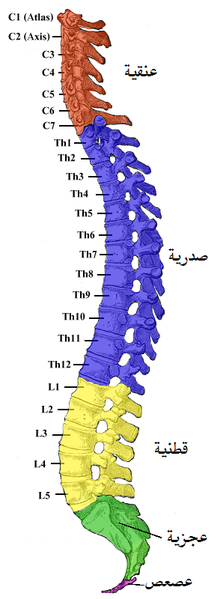
العمود الفقري